# Kumbakonam
Kumbakonam là một thành phố và khu đô thị của quận Thanjavur thuộc bang Tamil Nadu, Ấn Độ.

## Địa lý
Kumbakonam có vị trí 10°58′B 79°23′Đ / 10,97°B 79,38°Đ Nó có độ cao trung bình là 24 mét (78 feet).

## Nhân khẩu
Theo điều tra dân số năm 2001 của Ấn Độ, Kumbakonam có dân số 140.021 người. Phái nam chiếm 50% tổng số dân và phái nữ chiếm 50%. Kumbakonam có tỷ lệ 78% biết đọc biết viết, cao hơn tỷ lệ trung bình toàn quốc là 59,5%: tỷ lệ cho phái nam là 86%, và tỷ lệ cho phái nữ là 70%. Tại Kumbakonam, 10% dân số nhỏ hơn 6 tuổi.